# Парвус
Парвус (лат. parvus, дослівно — «малий») або малий празький денарій (лат. parvus denarius pragensis) — дрібна срібна монета типу денарія, що почала карбуватись в Богемському королівстві одночасно з празьким грошем в 1300 році. 12 парвусів дорівнювали 1-му празькому грошу. У 1384 році парвус було замінено на іншу дрібну срібну монету — гелер.

## Опис
За своїм типом парвус відносився до середньовічних каролінзьких денаріїв. Це була дрібна розмінна монета діаметром 15-16 мм і вагою близько 0,5 гр. з досить низьким вмістом срібла 544-ї проби.

Карбувався з 1300 року разом із празькими грошами на основі реформи монетного двору чеського короля Вацлава II і становив 1/12 його частину. Оскільки празький грош був монетою з достатньо великою вартістю, парвус був призначений бути розмінною монетою для дрібніших угод і перебував в обігу серед простого народу.

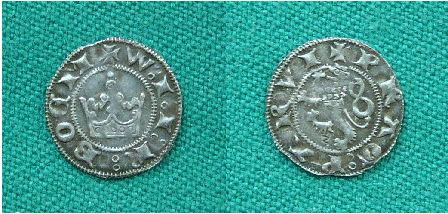
Парвус Вацлава II з зображенням на аверсі чеської корони

На аверсі монети була зображена чеську корону, на реверсі — чеський геральдичний лев. Під час правління Яна Люксембурзького і Карла IV зображення чеської корони було замінено зображенням святого Вацлава, а за правління короля Вацлава IV — портретом короля в короні.
У 1384 році парвус було замінено на іншу дрібну срібну монету — галер.

## Вплив
Монета мала широке ходіння у країнах Центральної та Східної Європи: Чехії, Польщі, Угорщини, Литві, Галицько-Волинському князівстві, Німеччині та Австрії.
На основі богемського парвуса у Майсенському маркграфстві за маркграфа Фрідріха I Фрідігена (1307—1323) був запроваджений двосторонній майсенський пфеніг (лат. Parvus Misnensis). На передній частині зображено лілійний хрест, а на звороті — майсенський лев. Згідно з Ґерхардом Кругом, на монетному дворі Фрайберга Фрідріхом II (1323—1349), карбувались монети, які називалися парві (parvi) і були складовою частиною нової монети майсенський грош. Подібна монета вагою 0,3 г карбувалась за часів маркграфа Фрідріха III (1349—1381). 